# Familia Drăgoșeștilor
Dinastia Drăgoșeștilor sau Familia voievodală a Drăgoșeștilor (Dragoș, în maghiară Drágffy, Drágfy, Drágffi) este o veche familie nobiliară de origine română din Maramureș.  Această familie a jucat un rol important în istoria Țării Maramureșului, Țării Oașului, Principatul Moldovei, Voievodatul Transilvaniei, Regatului Ungariei. De această familie se leagă și întemeierea Moldovei prin primul ei voievod Dragoș I al Moldovei. În 28 martie 1507 regele Vladislaus II al Ungariei a acordat familiei titlul ereditar de baron.

## Din această dinastie au făcut parte:
- voievodul Dragoș I al Moldovei Voievod al Moldovei, Cneaz al Maramureșului
- voievodul Sas al Moldovei
- voievodul Balc al Moldovei
- Drag,  comite al Maramureșului
- voievodul Bartolomeu Dragfi al Transilvaniei

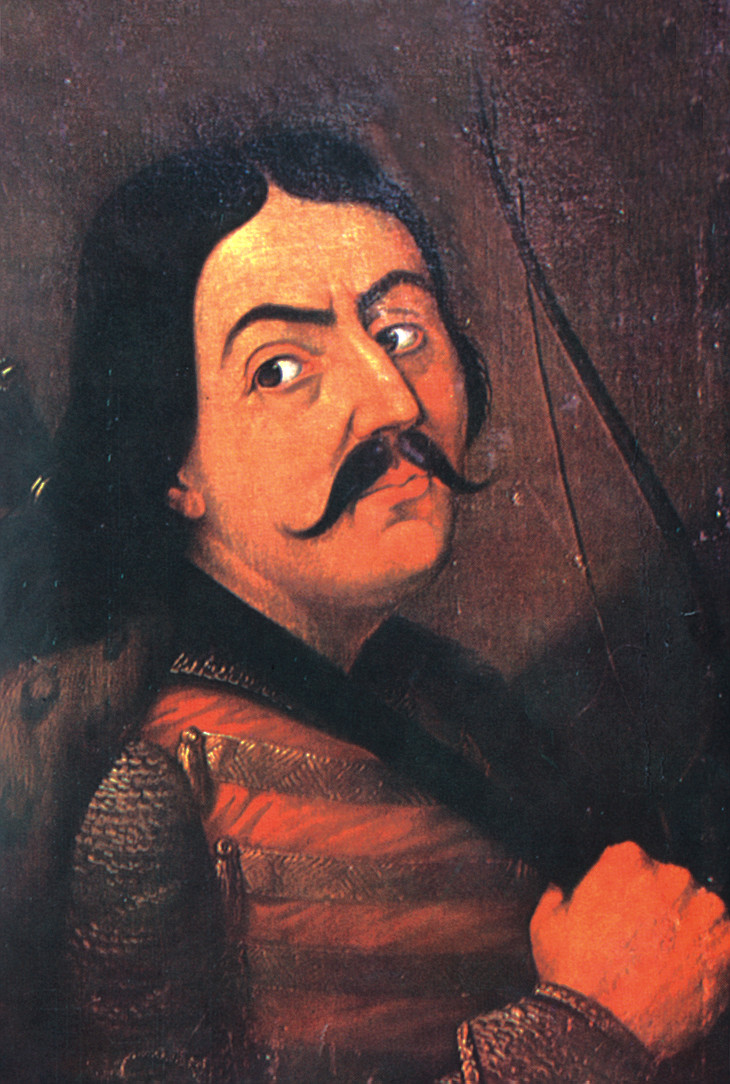
voievodul Dragoș I al Moldovei

- Drag, Conte al secuilor
- Gyula de Giulești
- Ioan Dragfi

## Legături externe
- http://m.romanialibera.ro/opinii/aldine/minunile-de-la-sapanta-103881
- http://www.comunasupur.ro/pagina/istoricul-localitatii Arhivat în 2 aprilie 2015, la Wayback Machine.
- http://ziarullumina.ro/reportaj/cea-mai-mare-biserica-de-lemn-din-lume-sta-de-veghe-pe-pamant-romanesc Arhivat în 2 februarie 2014, la Wayback Machine.